# Nowosielce (Sanok)
Pour les articles homonymes, voir Nowosielce.
Nowosielce est une localité polonaise de la gmina de Zarszyn, située dans le powiat de Sanok en voïvodie des Basses-Carpates.